# Mobergella
Genre
Mobergella est un genre éteint de petits animaux pluri-millimétriques marins à coquille, regroupés dans la famille des Mobergellidae dont la position taxonomique est incertaine (incertae sedis).

## Distribution et époque
Cet animal très primitif a été découvert en Chine, au Kazakhstan, au Kirghizistan, en Pologne, en Russie et en Suède. Il vivait à l'époque du Cambrien inférieur, il y a environ entre 530 et 513 Ma (millions d'années).

## Étymologie
L'épithète spécifique est nommée en l'honneur du paléontologue suédois Johan Christian Moberg (1854-1915).

## Historique
Ce genre a été décrit pour la première fois en 1923 par le géologue suédois Herman Hedström (sv) (1867-1947).

## Description
Les coquilles pluri-millimétriques de Mobergella sont connues en particulier dans des sédiments phosphatés comme par exemple en Suède où ils ont été datés du Cambrien inférieur.
Ces fossiles ont été interprétés tout d'abord comme des mollusques monoplacophores.
La coquille en forme de disque des Mobergellidae qui montrent sept paires d'empreintes marquées de muscles adducteurs a ensuite fait penser à des opercules de mollusques de la classe des Hyolitha, placés dans le clade des lophophorates qui lui-même est rattaché au super-embranchement des Lophozoa (incluant, entre autres, les mollusques et les brachiopodes). Cependant ces possibles opercules n'ont jamais été trouvé ensemble avec les coquilles des hyolithes qu'ils sont censés fermer. La position taxonomique de ce genre et plus globalement de la famille des Mobergellidae reste non résolue.

### Liste des espèces
Les espèces selon Paleobiology Database (1er mars 2014) sont :
- † Mobergella hexactina Skovsted, 2003 ;
- † Mobergella scutata Missarzhevsky & Mambetov, 1981 ;
- † Mobergella sibirica Skovsted, 2003.

Auxquelles sont parfois ajoutées :
- † Mobergella holsti (Moberg, 1892)[7] ;
- † Mobergella radiolata Bengtson, 1968[8] ;
- † Mobergella turgida Bengtson, 1968.